# Cotesia hispanica
Cotesia hispanica är en stekelart som först beskrevs av Oltra och Falco 1996.  Cotesia hispanica ingår i släktet Cotesia och familjen bracksteklar. Inga underarter finns listade i Catalogue of Life.